# Bonaventura von Andelfingen

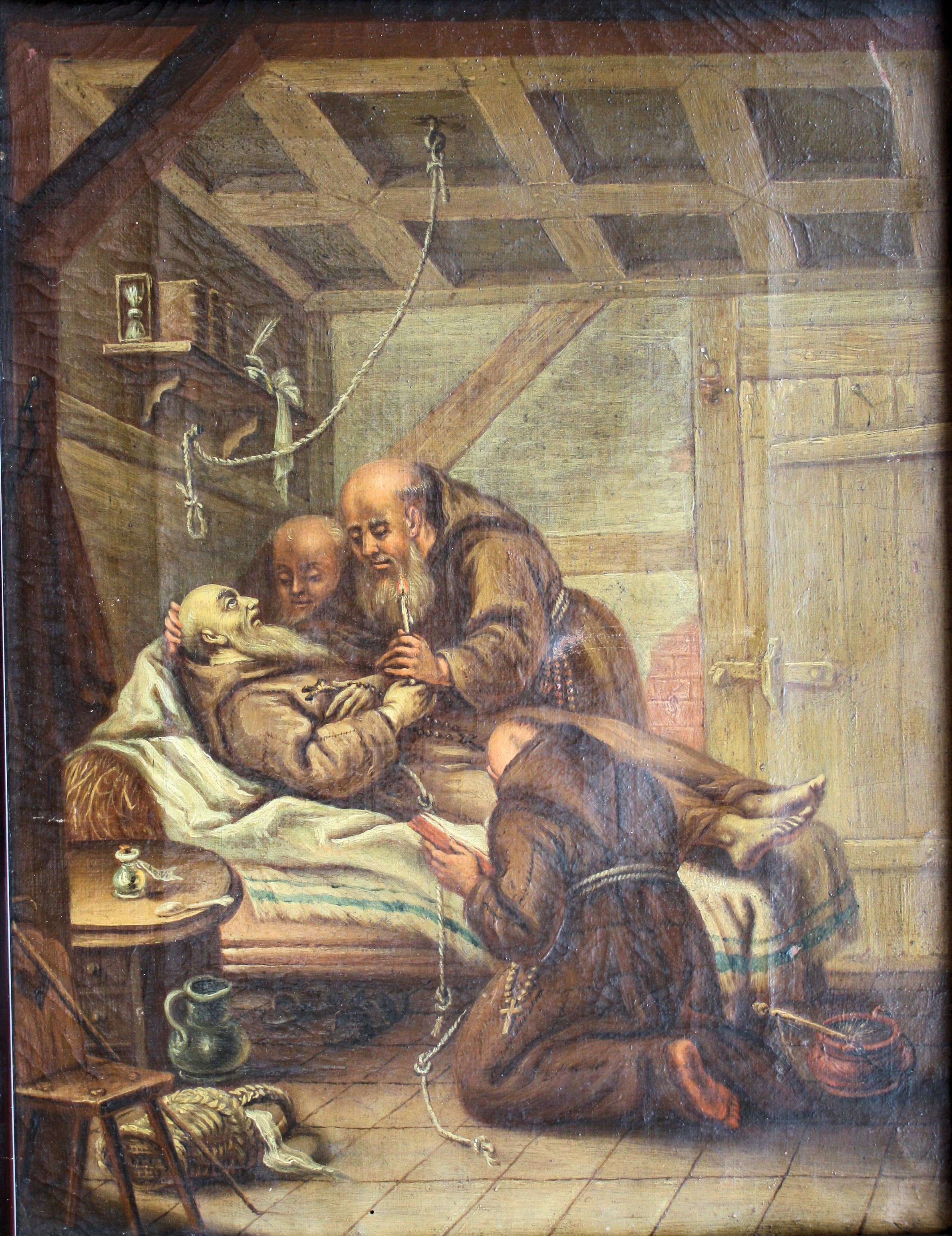
Bonaventura von Andelfingen: Gedenkbild auf den Tod des Paters Floubert am 7. September 1781

Bonaventura von Andelfingen (belegt zwischen 1762 und 1781) war ein deutscher Mönch und Maler der vorderösterreichischen Kapuzinerprovinz.

## Leben und Werk
Über den Frater Bonaventura ist wenig bekannt. Er war in der zweiten Hälfte des 18. Jahrhunderts in Vorderösterreich tätig und stammte aus Andelfingen oder Heiligkreuztal. Mitte des 18. Jahrhunderts trat er in den Kapuzinerorden ein und wirkte als Kunstmaler und Gemälderestaurator des Ordens. Hinweise auf sein Leben und Werk ergeben sich lediglich aus seinen mit dem vollen Namen signierten Arbeiten. Im ehemaligen Erzbischöflichen Studienheim St. Fidelis in Sigmaringen hat sich eine Darstellung des Hl. Fidelis, mit der Mission beauftragt, aus der Zeit nach 1750 erhalten. 1762 malte er einen Hl. Fidelis von Sigmaringen in Betrachtung für die Kapuzinerkirche in Wurmlingen. 1770 folgte ein Hl. Fidelis vor dem Gekreuzigten für die Kapuzinerkirche in Riedlingen. 1770 schuf er die Darstellung des Hl. Grabes für die Friedhofskapelle von Haslach. Das Pharmazie-Historische Museum der Universität Basel besitzt seine Darstellung eines Apothekenlaboratoriums aus dem Jahr 1777. Anlässlich eines Besuchs des Ordensgenerals restaurierte er 1780 die Kirche des Kapuzinerklosters Konstanz. Das letzte bekannte und datierte Werk von 1781, das in Waldshut entstand, stellt eine Sterbeszene in einer Klosterzelle dar. Diese wenigen bekannten Arbeiten datieren aus einer mindestens zwanzig Jahre dauernden Tätigkeit. Vermutlich wurde sein umfangreiches Werk infolge der Säkularisation der ehemaligen vorderösterreichischen Kapuzinerklöster drastisch vermindert.